# Saint-Maurice (Borgogna-Franca Contea)
Saint-Maurice è un comune francese di 63 abitanti situato nel dipartimento della Nièvre nella regione della Borgogna-Franca Contea.

## Società

### Evoluzione demografica
Abitanti censiti